# كونغ تاي هيونغ
كونغ تاي هيونغ (بالإنجليزية: Kong Tai Heong) ولدت في 25 إبريل 1875 وتوفيت في 11 أغسطس عام 1951. هي أخصائية توليد، وكانت أول امرأة صينية تمارس الطب في هاواي. كما أنها تحمل شهادة للعمل كقابلة، وساعدت في توليد الأطفال لسكان هاواي والسكان البرتغاليين والصينيين في هونولولو، لتمارس هذه المهنة لما يزيد عن خمسن عامًا. في عام 1946، حصلت على شهادة من روبرت ريبلي بأنها ولّدت أطفالًا يفوق عددهم عن أي ممارس خاص آخر للمهنة.

## النشأة
ولدت كونغ تاي هيونغ في 25 إبريل عام 1875 في هويزو، مقاطعة غوانغدونغ في الصين. ترعرعت كونغ في منزل للألمان تدرنه راهبات ألمانيات، لأنها تُركت عندما كانت طفلة على عتبات بيت برلين للقطاء في هونغ كونغ مع برقية بها اسمها. وهناك ساعدوها على الالتحاق بكلية كانتون للطب لدراسة الطب الغربي، نظرًا لمساعدتها لهم في رعاية الأطفال الآخرين. قابلت كونغ لي كاي فاي في الكلية، وعمل كلاهما معًا لمساعدة الأطباء من أجل تخطي وباء الطاعون في عام 1893، عندما ضرب الوباء كانتون وهونغ كونغ. ضرب الزوجان كل الاعتراضات في وجه زواجهما عرض الحائط، وتزوجا بعد التخرج في 3 يونيو من عام 1896، سواءً اعتراضات والدي لي أو أساتذة هونغ كونغ الذين لم يرغبوا في فقدان تلميذهم النجيب. وفي اليوم التالي، سافرا على متن سفينة لهونولولو، أملًا في امتلاك القدرة على توفير الخدمة الطبية للجالية الصينية الواسعة في المدينة. استغرقت الرحلة 30 يومًا، ووصلا إلى جمهورية هاواي في الرابع من يوليو.

## الحياة المهنية
نظرًا لكونهما غير قادرين على العمل مثل الأطباء، اضطر الزوجان على السكن في فقر غير إنساني، كما كان لي يشتغل في أي عمل يقابله مثل عمله في مستودع تبغ. وخلال عملها، قابلت كونغ القس فرانك دامون، وهو مبشر سابق في كانتون. وافق القس على المساعدة، ونظم مقابلة مع الرئيس سانفورد ب. دولي، الذي سمح للزوجين بمقابلة مع هيئة الممتحنين الطبيين بمساعدة مترجم. وبعد امتحان شفهي واسع، حصل الزوجان على رخصة لمزاولة الطب، لتكون كونغ بذلك أول امرأة صينية تمارس الطب الغربي في هاوي.
طورت كونغ أثناء عملها الأساسي كأخصائية توليد، وفاقًا مع السكان البرتغاليين وسكان هاواي، إذ كانا يمثلان أغلب عملائها. كان لكونغ العديد من العملاء الصينين، ولكنهم نظروا إليها وإلى ممارستها للطب الغربي بريبة نظرًا لاعتقاداتهم القوية في الطب الصيني التقليدي. بين عامي 1897 و1914، استمرت كونغ في ممارسة الطب لتولد 13 طفلًا. نجا 8 من هؤلاء الأطفال، وكان عليها أن تحملهم كل يوم إلى مكتبها لتستمر بالعمل. وبالإضافة للعمل كأخصائية توليد، عملت كونغ أيضًا كقابلة.
في عام 1899، عندما اكتُشفت حالة مصابة بالطاعون، حث لي الجالية الصينية على الإبلاغ بأي حالة مشتبه بها. لأنه وكونغ عملا سابقًا في وباء الطاعون في هونغ كونغ وكانا علماء بكتيريا، فقد كانا على وعي بمخاطر إخفاء دليل أي حالة. أقيمت عدة حرائق كإجراءات وقائية من وزارة الصحة للتخلص من الجرذان الحاملة لبكتيريا الطاعون وحرق البضائع والملابس الملوثة للضحايا، ولكن غبار تلك الحرائق أثر على المنطقة الصينية من المدينة بشدة. نتيجة لذلك، لام العديدون لي على خسائرهم، فترك الممارسة الطبية، ليتحول إلى التدريس، وترك كونغ لتكون العائلة الأولى للأسرة. في عام 1946، كتب عمود «ريبلي صدق أو لا تصدق» عن توليد كونغ لـ6 آلاف طفل ليكون رقمها الأعلى بين الذين يمارسون هذه المهنة ممارسة خاصة. واحتفلت في نفس العام بالذكرى السنوية الخامسة لممارسة الطب.قالب:Snf
بالإضافة لعملها في الطب، ساعدت كونغ في إنشاء أول كنيسة للمسيحيين الصينيين في عام 1926. وقبل ذلك في عام 1919، قامت وزوجها بتقديم الخدمات الطبية للكنيسة ودعما مستشفى واي واه وي ين، المعروفة حاليا بمنزل بالولو الصيني. عملت كونغ كرئيسة لجمعية الكنيسة الصينية للنساء وجمعية الأيتام الصينيين في هونولولو، ورأست اللجنة الصينية للصليب الأحمر الأمريكي وجمعية الرفاه الأمريكية المتحدة. كانت في مجلس إدارة أول مدرسة ياو مون للكنيسة الصينية، وخدمت في نفس الوقت كوافدة عن مؤتمر بلدان المحيط الهادي لهاواي.

## الوفاة والإرث
ماتت كونغ في 11 أغسطس في عام 1951 في هونولولو. بعد الوفاة، كتبت إحدى بنات لي، لينغ-آي، الكاتبة المسرحية ومنتجة الفيلم الوثائقي الحائز على أوسكار كوكان، قصة والديها في في كتاب «الحياة لمدة طويلة: مذكرات صينية هاوايوية». كانت الابنة الأخرى، ماري سيا، كاتبة مشهورة بكتب الطبخ. في مارس 2017، شملت قائمة مجلة هاواي لأكثر النساء تأثيرًا في تاريخ هاواي كونغ.